# Melpignano
Melpignano (im griechischen Dialekt Lipignana) ist eine südostitalienische Gemeinde (comune).

## Geografie
Die Gemeinde hat 2089 Einwohner (Stand 31. Dezember 2023). Sie liegt in der Provinz Lecce in Apulien, etwa 24,5 Kilometer südsüdöstlich der Stadt Lecce im mittleren Salento.

## Geschichte
Aus der Bronzezeit zeugen Menhire und Dolmen von der frühen Besiedlung. 267 vor Christus eroberten die Römer die Ortschaft von den Messapiern.

## Verkehr
Durch die Gemeinde führt die Strada Statale 16 Adriatica.
Der Bahnhof von Melpignano liegt an der Bahnstrecke Zollino–Gagliano Leuca.
Bei Melpignano gibt es einen kleinen Flugplatz (Aviosuperficie) für die Allgemeine Luftfahrt.

## Gemeindepartnerschaft
Melpignano unterhält seit 2009 eine inneritalienische Partnerschaft mit der Gemeinde Montemarano in der Provinz Avellino.